# Choi Byung-chul
Choi Byung-chul (* 24. Oktober 1981 in Seoul) ist ein ehemaliger südkoreanischer Florettfechter.

## Erfolge
Choi Byung-chul war zu Beginn seiner internationalen Karriere vor allem mit der Mannschaft sehr erfolgreich. Viermal gewann er mit ihr zunächst Bronze bei Asienmeisterschaften, ehe 2012 der Titelgewinn gelang. Bei der Weltmeisterschaft 2007 in St. Petersburg sicherte er sich ebenfalls mit der Mannschaft Bronze. Weitere Medaillen gewann er mit der südkoreanischen Equipe bei Asienspielen. 2006 erfocht er mit ihr in Doha Silber sowie 2010 in Guangzhou Bronze. Bei den Asienspielen 2010 gewann er mit der Goldmedaille auch seine erste internationale Medaille im Einzel.
Choi nahm an drei Olympischen Spielen teil. 2004 belegte er in Athen den 14. Rang im Einzel, mit der Mannschaft schloss er den Wettbewerb auf dem siebten Rang ab. Bei den Olympischen Spielen 2008 in Peking wurde er im Einzel Neunter. Vier Jahre später zog er in London ins Halbfinale ein, in dem er Alaaeldin Abouelkassem mit 12:15 unterlag. Das Gefecht um Bronze entschied er gegen Andrea Baldini mit 15:14 für sich.